# Ciyoutempel
De Ciyoutempel is een Chinese tempel in Taipei, Taiwan. Het is gewijd aan de godin Tianhou. Behalve als tempel funtioneert het gebouw ook als religieus verenigingshuis van mensen die Tong'an als jiaxiang hebben. De tempel werd gebouwd in 1753.
Volgens een legende werd de tempel gesticht door de monnik Hengzhen (衡真) die samen met een groep mensen in Tianhou geloofden. Ze zamelden geld in in tien jaar tijd en bouwden de tempel. De tempel bestaat uit zes verdiepingen. Op elke verdieping worden verschillende Chinese goden vereerd.